# Lucie Daouphars
Lucie Daouphars, conocida como Lucky (Saint-Maudé, Guiscriff, 14 de julio de 1922-París, 16 de julio de 1963) fue una modelo de pasarela francesa.
A los dieciséis años casó con un chico de diecinueve y marcharon a París. Al año siguiente la pareja tuvo un hijo, pero el marido los abandonó. Daouphards tuvo que buscar empleos ocasionales, así fue soldadora en una fábrica y costurera a domicilio.
Por esta última actividad llegó a hacer de maniquí para Jacques Fath.  En 1950 pasó a modelar para la firma Christian Dior.  Dior dijo de ella que era “la moda convertida en espectáculo teatral. Según su capricho puede hacer una comedia o un drama de un vestido”.
En 1958 abandonó la actividad profesional, fundando el Sindicato de Maniquíes de París y creando una escuela de modelos. Ya en 1954 ya había creado una mutualidad para ayudar a las maniquíes necesitadas.
Falleció de cáncer.